# Universitat d'Abkhàzia
La Universitat d'Abkhàzia és una universitat estatal i l'única que hi ha a Abkhàzia. Es fundà el 1979 a partir de l'institut pedagògic Sukhumi. El seu primer rector fou Zurab Anchabadze. La universitat té departaments de físiques i matemàtiques, biologia i geografia, història, filologia, economia, dret, pedagogia, i enginyeria agrícola.
En l'origen de la huniversitat hi ha l'institut pedagògic Sukumi, que fou fundat el 1932 i transformat en l'institut pedagòtic Maksim Gorki l'any següent. Després de diverses manifestacions el 1978 es transformà en la universitat actual, on també participa Geòrgia i Rússia. El 1989 estudiants de Geòrgia van reclamar que d'aquest centre en sortís una universitat estatal a Tíblisi. Però el govern s'hi va oposar i hi va haver enfrontaments a la ciutat.